# Rui Pires
Pour les articles homonymes, voir Pires.
Rui Miguel Guerra Pires, appelé communément Rui Pires, est un footballeur portugais né le 22 mars 1998 à Mirandela. Il évolue au poste de milieu de terrain à Paços de Ferreira, en prêt de l’ES Troyes AC.

## Biographie

### En club
Il est issu du centre de formation du FC Porto, évoluant en seconde division portugaise en équipe B,.
Le 9 juillet 2019, l'ES Troyes AC annonce sa signature pour un contrat de 3 ans. Il étrenne pour la première fois ses nouvelles couleurs lors de la première journée de championnat à Niort, remplaçant Eden Massouema à la 76e minute de jeu. Alors qu'il connait sa cinquième titularisation en Ligue 2, il est victime d'une rupture des ligaments croisés du genou droit sur la pelouse du stade Bonal le 30 novembre (16e journée, victoire 0-1). 
En juillet 2021, il est prêté pour une année à Paços de Ferreira.

### En sélection
Avec l'équipe du Portugal des moins de 19 ans, il est finaliste du championnat d'Europe en 2017.

## Palmarès
Avec le Portugal :
- Finaliste du championnat d'Europe des moins de 19 ans en 2017 avec l'équipe du Portugal des moins de 19 ans

En club :
- Champion de France de Ligue 2 en 2021 avec l'ES Troyes AC